# Juan Pablo Rodríguez
Juan Pablo Rodríguez Guerrero (Zapopan, 7 de agosto de 1979) es un exfutbolista mexicano su último club fue Monarcas Morelia de la Primera División de México y se desempeñaba como mediocampista.
Actualmente es auxiliar técnico de Fernando Ortiz en el Club Rayados de Monterrey.

## Trayectoria
De niño el "Chato" jugaba en el club del barrio Atemajac, de donde es originario. Se unió a las fuerzas básicas del Club Atlas de Guadalajara en 1996. Salió a la banca del primer equipo por primera vez el 19 de enero de 1997, en la derrota de Atlas ante Pachuca (1:0) y una semana después, el 25 de enero, debutó en primera división en la victoria 2-0 sobre Atlante.
El 23 de agosto anotó su primer gol, en la victoria de su equipo ante Monarcas Morelia. Con los rojinegros consiguió el subcampeonato del Torneo Verano 1999 al perder la final en contra del Deportivo Toluca en penales (5:4) después de haber empatado en el marcador global a cinco goles, el "chato" anotó el primer gol en la tanda de penales. Además, ganó la Pre Pre Libertadores y la Copa Pre Libertadores, ambas en 1999, con esto consiguió el boleto a su primer torneo internacional, la Copa Libertadores 2000.
Para el Torneo Apertura 2003 pasó a formar parte de las filas de los Tecos de la UAG, en una transacción hecha sin su consentimiento. Jugó su primer partido con el equipo de Zapopan el 3 de agosto de 2003, el partido terminó empatado a un gol en contra de los Tiburones Rojos de Veracruz. En la institución universitaria logró consolidarse como uno de los líderes y pieza clave del primer equipo, permaneciendo 6 torneos en el equipo y obteniendo el subcampeonato del Torneo Clausura 2005, tras perder la final ante el Club América, empatando el partido de ida 1-1 y perdiendo el de vuelta 6-3.
En abril del 2006 llegó al Club Deportivo Guadalajara en calidad de préstamo para reforzar al conjunto de Guadalajara de cara a la Copa Libertadores 2006, y gracias a su gran desempeño en la justa sudamericana, en donde las "chivas" llegaron hasta la semifinal, decidieron adquirirlo de forma definitiva por aproximadamente 2.8 millones de dólares. Después de no rendir lo que se esperaba en el equipo del Guadalajara, fue relegado a la banca y perdiendo totalmente la titularidad. Su equipo llegó a la final del Torneo Apertura 2006. El 10 de diciembre de 2006, luego de jugar un repechaje contra el equipo de Veracruz, al que vencieron, y dejando también en el camino al Cruz Azul y América respectivamente, el Guadalajara enfrentó en la gran final al Deportivo Toluca. El primero partido terminó empatado a un gol en el Estadio Jalisco, decidiéndose el campeonato en el Estadio Nemesio Díez, en donde el Guadalajara ganó 1-2, con marcador global de tres goles a dos, y se coronó campeón del fútbol mexicano.
Para el Torneo Clausura 2007 fue vendido al Club Santos Laguna junto con Oswaldo Sánchez, en busca de salvar al equipo de descender. Debutó con el equipo el 20 de enero de 2007 en la derrota de Santos ante Monterrey por marcador de 1-0. En su primer torneo, consiguió salvar al equipo del descenso y clasificó al repechaje venciendo al San Luis 3-2. En la liguilla, Santos empató en cuartos de final 3-3 en el marcador global con el Club de Fútbol Pachuca y fue eliminado debido a la posición en la tabla. A partir de ese momento Santos consiguió un lugar importante en el fútbol mexicano, logrando el liderato en el Torneo Apertura 2007, llegando hasta semifinales en donde fueron eliminados por el Club Universidad Nacional 5-4. En el siguiente campeonato, el Clausura 2008 se proclamó campeón de liga al vencer 3 por 2 a Cruz Azul.
En el Torneo Bicentenario 2010, Santos derrotó a Monarcas Morelia en semifinales, y en la final en contra del Deportivo Toluca, el juego de ida terminó en empate a dos goles, y el de vuelta empatado a ceros, en la tanda de penales Toluca se proclamó campeón (4-3). Medio año más tarde, en el Torneo Apertura 2010, Santos laguna volvió a ser finalista, esta vez perdió la final en contra del Club de Fútbol Monterrey por marcador global de 5-3, el partido de ida terminó 3-2 a favor del Santos y el de vuelta 0-3. En el Torneo Apertura 2011, Santos llegó a la final y se enfrentó al Tigres de la UANL, perdió los dos partidos (0:1, 3:1) y así consiguió su tercer subcampeonato consecutivo con el equipo.
En la Concacaf Liga Campeones 2011-12, llegó a la final del torneo y se enfrentó a Monterrey, el partido de ida perdió 2-0 y el de vuelta lo ganó 2-1, pero por la diferencia de goles Monterrey se coronó campeón. El 20 de mayo de 2012 logró su segundo título de liga con Santos y su tercero en primera división al vencer 3 por 2 al Club de Fútbol Monterrey de Víctor Manuel Vucetich. En la Concacaf Liga Campeones 2012-13, Santos volvió a la final por segundo torneo consecutivo y su rival era de nueva cuenta Monterrey, el partido de ida terminó en empate a cero y en el de vuelta Monterrey ganó 4-2, consiguiendo así otro subcampeonato más.
En la fecha 4 del Apertura 2013 cumplió 550 partidos en Primera División. El 14 de febrero de 2014 llegó a los sesenta tiros penales en el partido entre Santos 3-2 Tijuana. Con la pena máxima anotada para abrir el marcador, Rodríguez sumó su penal número 52 acertado, con una media de 86% de acertados. El 10 de mayo de 2014 anotó su penal 55 de 63 en la semifinal de vuelta del Clausura 2014 ante el Pachuca. El 20 de septiembre de 2014 anotó su gol número 100 de penal en la derrota de su equipo ante el Club Tijuana. El 24 de octubre llegó a los 600 partidos jugados en primera división, en el empate a un gol ante Pumas. En la jornada 8 del Apertura 2015 anota su gol de penal número 60 de 69 cobrados en la victoria de Monarcas Morelia 1-0 sobre el Querétaro.
Actualmente es el futbolista con más goles de penal en la historia de la Liga MX con 67 goles de 76 penales que ha cobrado con un altísimo 88% de efectividad, dejando atrás por 10 goles a Alberto García Aspe que con 57 ostenta el 2° lugar.

## Selección nacional

### Categorías inferiores
México Sub-17
Su carrera con la selección comenzó cuando unos observadores de las selecciones juveniles de México fueron a su barrio a buscar jugadores para una preselección sub-17 y Rodríguez fue seleccionado como uno de los jugadores para participar con la selección mexicana sub-17 en el premundial de 1994 en El Salvador.
México Sub-20
Participó en el Mundial Juvenil de 1999 disputado en Nigeria. En la fase de grupos México terminó como líder al derrotar a Irlanda (1:0) y Australia (1:3), y empatar contra Arabia Saudita (1:1). En octavos de final derrotaron a Argentina (4:1) y fueron eliminados en cuartos por Japón (2:0).
| Torneo                                 | Sede    | Resultado        | Partidos | Goles |
| -------------------------------------- | ------- | ---------------- | -------- | ----- |
| Copa Mundial de Fútbol Juvenil de 1999 | Nigeria | Cuartos de final | 5        | 2     |

México Sub-23
Fue convocado para participar en los Juegos Panamericanos de 1999, en donde obtuvo la medalla de oro. Ese mismo año jugó en las eliminatorias para los Juegos Olímpicos de Sídney 2000. Durante las eliminatorias, México solo necesitaba un gol más contra Honduras para acceder a la justa olímpica, pero para su desgracia, Rodríguez falló un penal a favor de México y quedó fuera de los Juegos Olímpicos.
| Torneo                       | Sede   | Resultado      | Partidos | Goles |
| ---------------------------- | ------ | -------------- | -------- | ----- |
| Juegos Panamericanos de 1999 | Canadá | Medalla de oro | 6        | 1     |

### Selección absoluta
Debutó con la Selección de fútbol de México el 9 de enero de 2000 en un partido amistoso el cual México ganó por marcador de 2-1 a la Selección de fútbol de Irán. Manuel Lapuente fue el técnico encargado de debutarlo. Jugó la Copa Carlsberg 2000, en donde México terminó en segundo lugar tras ganarle a Japón (0:1) y perder contra la República Checa (2:1).
Participó en la Copa de Oro de la Concacaf 2003, en donde anotó su primer y único gol con la selección el 20 de julio de 2003, cuando México derrotó 5-0 a Jamaica. Jugó todos los partidos y fue campeón al derrotar en la final a Brasil.
Tiene 43 partidos internacionales, de los cuales 21 han sido amistosos, 6 en eliminatorias mundialistas, 5 en Copa Oro, 5 en Copa Confederaciones, 3 en Copa América y 2 en Copa Carlsberg.
Participaciones en fases finales
| Competición                                | Categoría | Sede                                   | Resultado    | Partidos | Goles |
| ------------------------------------------ | --------- | -------------------------------------- | ------------ | -------- | ----- |
| Copa Carlsberg 2000                        | Absoluta  | China                                  | Subcampeón   | 2        | 0     |
| Clasificación para la Copa Mundial de 2002 | Absoluta  | Norteamérica, y Centroamérica y Caribe | Clasificado  | 4        | 0     |
| Copa FIFA Confederaciones 2001             | Absoluta  | Corea del Sur y Japón                  | Primera fase | 3        | 0     |
| Copa América 2001                          | Absoluta  | Colombia                               | Subcampeón   | 3        | 0     |
| Copa de Oro de la Concacaf 2003            | Absoluta  | Estados Unidos y México                | Campeón      | 5        | 1     |
| Copa FIFA Confederaciones 2005             | Absoluta  | Alemania                               | Cuarto lugar | 2        | 0     |
| Clasificación para la Copa Mundial de 2006 | Absoluta  | Norteamérica, y Centroamérica y Caribe | Clasificado  | 5        | 0     |
| Total                                      | –         | –                                      | –            | 24       | 1     |

## Estadísticas

### Clubes
| Club | Div.          | Temporada     | Liga  | Liga  | Liga   | Copas nacionales(1) | Copas nacionales(1) | Copas nacionales(1) | Torneos internacionales(2) | Torneos internacionales(2) | Torneos internacionales(2) | Total(3) | Total(3) | Total(3) |
| Club | Div.          | Temporada     | Part. | Goles | Asist. | Part.               | Goles               | Asist.              | Part.                      | Goles                      | Asist.                     | Part.    | Goles    | Asist.   |
| --- | ------------- | ------------- | ----- | ----- | ------ | ------------------- | ------------------- | ------------------- | -------------------------- | -------------------------- | -------------------------- | -------- | -------- | -------- |
| Atlas F. C. · México |               |               |       |       |        |                     |                     |                     |                            |                            |                            |          |          |          |
| 1.ª | 1997          | 10            | 0     | 0     | -      | -                   | -                   | -                   | -                          | -                          | 10                         | 0        | 0        |          |
| 1.ª | 1997-98       | 17            | 2     | 1     | -      | -                   | -                   | -                   | -                          | -                          | 17                         | 2        | 1        |          |
| 1.ª | 1998-99       | 31            | 10    | 7     | -      | -                   | -                   | -                   | -                          | -                          | 31                         | 10       | 7        |          |
| 1.ª | 1999-00       | 31            | 12    | 4     | 5      | 2                   | 0                   | 16                  | 9                          | 0                          | 52                         | 23       | 4        |          |
| 1.ª | 2000-01       | 38            | 16    | 4     | 4      | 1                   | 0                   | -                   | -                          | -                          | 42                         | 17       | 4        |          |
| 1.ª | 2001-02       | 28            | 3     | 4     | 3      | 1                   | 0                   | -                   | -                          | -                          | 31                         | 4        | 4        |          |
| 1.ª | 2002-03       | 35            | 10    | 5     | 2      | 0                   | 0                   | -                   | -                          | -                          | 37                         | 10       | 5        |          |
| Total club | Total club    | 190           | 53    | 25    | 14     | 4                   | 0                   | 16                  | 9                          | 0                          | 220                        | 66       | 25       |          |
| Tecos U. A. G. · México |               |               |       |       |        |                     |                     |                     |                            |                            |                            |          |          |          |
| 1.ª | 2003-04       | 39            | 4     | 5     | -      | -                   | -                   | -                   | -                          | -                          | 39                         | 4        | 5        |          |
| 1.ª | 2004-05       | 39            | 7     | 3     | -      | -                   | -                   | -                   | -                          | -                          | 39                         | 7        | 3        |          |
| 1.ª | 2005-06       | 29            | 1     | 2     | -      | -                   | -                   | -                   | -                          | -                          | 29                         | 1        | 2        |          |
| Total club | Total club    | 107           | 12    | 10    | 0      | 0                   | 0                   | 0                   | 0                          | 0                          | 107                        | 12       | 10       |          |
| C. D. Guadalajara · México |               |               |       |       |        |                     |                     |                     |                            |                            |                            |          |          |          |
| 1.ª | 2006          | 13            | 0     | 1     | -      | -                   | -                   | 6                   | 0                          | 0                          | 19                         | 0        | 1        |          |
| Total club | Total club    | 13            | 0     | 1     | -      | -                   | -                   | 6                   | 0                          | 0                          | 19                         | 0        | 1        |          |
| C. Santos Laguna · México |               |               |       |       |        |                     |                     |                     |                            |                            |                            |          |          |          |
| 1.ª | 2007          | 21            | 3     | 5     | -      | -                   | -                   | -                   | -                          | -                          | 21                         | 3        | 5        |          |
| 1.ª | 2007-08       | 42            | 3     | 6     | -      | -                   | -                   | -                   | -                          | -                          | 42                         | 3        | 6        |          |
| 1.ª | 2008-09       | 30            | 3     | 3     | -      | -                   | -                   | 10                  | 0                          | 2                          | 40                         | 3        | 5        |          |
| 1.ª | 2009-10       | 38            | 8     | 2     | 3      | 1                   | 1                   | 4                   | 2                          | 0                          | 45                         | 11       | 3        |          |
| 1.ª | 2010-11       | 38            | 5     | 5     | -      | -                   | -                   | 2                   | 0                          | 0                          | 40                         | 5        | 5        |          |
| 1.ª | 2011-12       | 39            | 5     | 5     | -      | -                   | -                   | 10                  | 3                          | 5                          | 49                         | 8        | 10       |          |
| 1.ª | 2012-13       | 31            | 0     | 3     | -      | -                   | -                   | 7                   | 1                          | 0                          | 38                         | 1        | 3        |          |
| 1.ª | 2013-14       | 40            | 7     | 5     | 0      | 0                   | 0                   | 7                   | 0                          | 1                          | 48                         | 7        | 6        |          |
| 1.ª | 2014          | 14            | 2     | 0     | 6      | 1                   | 0                   | -                   | -                          | -                          | 20                         | 3        | 0        |          |
| Total club | Total club    | 293           | 36    | 34    | 10     | 2                   | 1                   | 40                  | 6                          | 8                          | 343                        | 44       | 43       |          |
| Atlas F. C. · México |               |               |       |       |        |                     |                     |                     |                            |                            |                            |          |          |          |
| 1.ª | 2015          | 15            | 1     | 2     | -      | -                   | -                   | 4                   | 0                          | 1                          | 19                         | 1        | 3        |          |
| Total club | Total club    | 15            | 1     | 2     | 0      | 0                   | 0                   | 4                   | 0                          | 1                          | 19                         | 1        | 3        |          |
| Monarcas Morelia · México |               |               |       |       |        |                     |                     |                     |                            |                            |                            |          |          |          |
| 1.ª | 2015-16       | 29            | 10    | 2     | 1      | 0                   | 0                   | -                   | -                          | -                          | 30                         | 10       | 2        |          |
| 1.ª | 2016-17       | 24            | 2     | 0     | 5      | 0                   | 0                   | -                   | -                          | -                          | 29                         | 2        | 0        |          |
| 1.ª | 2017-18       | 15            | 0     | 0     | 10     | 2                   | 0                   | -                   | -                          | -                          | 25                         | 2        | 0        |          |
| Total club | Total club    | 68            | 12    | 2     | 16     | 2                   | 0                   | 0                   | 0                          | 0                          | 84                         | 14       | 2        |          |
| Total carrera | Total carrera | Total carrera | 661   | 112   | 74     | 40                  | 8                   | 1                   | 62                         | 15                         | 9                          | 763      | 135      | 86       |
| (1)Incluye datos de la Copa México, Supercopa de México (2014-15), Pre Pre Libertadores (1999, 2000, 2001 y 2002) e InterLiga (2010). (2)Incluye datos de la Concacaf Liga de Campeones (2008-09, 2010-11, 2011-12, 2012-13), SuperLiga Norteamericana (2008, 2009), Copa Pre Libertadores (1999) y Copa Libertadores de América (2000, 2006, 2014) |               |               |       |       |        |                     |                     |                     |                            |                            |                            |          |          |          |

### Resumen estadístico
|                            | Partidos | Goles | Promedio |
| -------------------------- | -------- | ----- | -------- |
| Primera División de México | 661      | 112   | 0.17     |
| Copas nacionales           | 40       | 8     | 0.2      |
| Copas internacionales      | 63       | 15    | 0.24     |
| Selección Sub-20 de México | 5        | 2     | 0.4      |
| Selección Sub-23 de México | 6        | 1     | 0.17     |
| Selección de México        | 43       | 1     | 0.02     |
| Total                      | 817      | 139   | 0.17     |

### Récords
Liga
- Más goles anotados de penal con 67.

## Palmarés

### Campeonatos nacionales
| Título               | Club              | País           | Año  |
| -------------------- | ----------------- | -------------- | ---- |
| Pre Pre Libertadores | Atlas F. C.       | Estados Unidos | 1999 |
| Torneo Apertura      | C. D. Guadalajara | México         | 2006 |
| Torneo Clausura      | Santos Laguna     | México         | 2008 |
| Torneo Clausura      | Santos Laguna     | México         | 2012 |
| Copa México Apertura | Santos Laguna     | México         | 2014 |

### Campeonatos internacionales
| Título            | Club                | País                    | Año  |
| ----------------- | ------------------- | ----------------------- | ---- |
| Pre Libertadores  | Atlas F.C.          | México y Venezuela      | 2000 |
| Copa Oro CONCACAF | Selección de México | Estados Unidos y México | 2003 |

### Distinciones individuales
| Distinción                                                        | Año  |
| ----------------------------------------------------------------- | ---- |
| Citlalli al Mejor Centrocampista de la Primera División de México | 1999 |
| Mejor Centrocampista Defensivo de la Primera División de México   | 2011 |
| Mejor Centrocampista Defensivo de la Primera División de México   | 2012 |

### Capitán de Monarcas Morelia
| Predecesor: Cristian Pellerano | Capitán de Monarcas Morelia 2016-2017 | Sucesor: Gabriel Achilier |